# Liste des épisodes de Beyblade: Metal Masters

Cette page présente la liste des épisodes de la série télévisée d'animation Beyblade: Metal Masters. Il s'agit de la saison 2 de Beyblade: Metal.
La sérié, réalisée par Kunihisa Sugishima, est diffusée depuis le 4 avril 2010 sur TV Tokyo. En France, elle est diffusée à partir de juin 2011 sur Canal J, puis sur Gulli,.

## Liste des épisodes
| No | Titre français                               | Titre japonais                              | Titre japonais                                     | Date de 1re diffusion |
| No | Titre français                               | Kanji                                       | Rōmaji                                             | Date de 1re diffusion |
| --- | -------------------------------------------- | ------------------------------------------- | -------------------------------------------------- | --------------------- |
| 1 (52) | La toupie légendaire                         | 伝説を求めて                                | Densetsu wo motomete                               | 4 avril 2010          |
| Après son dernier combat contre Ryuga à l'Ultime Bataille, Gingka perd son Storm Pegasus. Ryo lui parle d'une toupie légendaire, Galaxy Pegasus qui a servi de prototype à Storm Pegasus. Gingka, Madoka, Kenta, Hyoma et Hokuto partent à sa recherche. Pendant ce temps, Masamune Kadoya est à la recherche de Gingka et désire le vaincre afin d'être le numéro 1. Gingka trouve la toupie légendaire mais Masamune le trouve enfin. |                                              |                                             |                                                    |                       |
| 2 (53) | Le bladeur obstiné                           | 不屈の一角獣 (チャレンジャー)               | Fukutsu no charenjaa                               | 11 avril 2010         |
| Masamune intercepte Gingka et le défie en duel, ils combattent, Gingka perd le contrôle de sa toupie mais gagne. Masamune le provoque en duel plusieurs fois mais échoue jusqu'à ce que Kenta le suit. Kenta sympathise avec Masamune. Masamune provoque une dernière fois Gingka, Kenta s'aperçoit que la toupie de Masamune est plus rapide qu'avant, il comprend alors qu'il a mémorisé les coups de Pegasus. Finalement, Masamune piège Pegasus dans du sable et gagne. À la fin, Gingka comprend que sa toupie et lui doivent avoir un seul cœur et un seul esprit et il réussit à la maîtriser. Pendant ce temps, une personne espionne Gingka. |                                              |                                             |                                                    |                       |
| 3 (54) | Un nouveau défi                              | 新たなる挑戦                                | Aratanaru chousen                                  | 18 avril 2010         |
| Alors que Gingka essaye de convaincre Masamune de lui accorder une revanche, une fille, Mei Mei vient et demande qui est Gingka. Elle lui donne une invitation sur la place des "Mille et Un Délices", Benkei leur indique la route et ils arrivent. Ils voient Mei Mei et un garçon, Chi-Yun, celui qui les espionnait. Les deux bladeurs défient Gingka et Masamune dans un combat en duo. Chi-Yun lance Thermal Lacerta et Mei Mei son Aquario, Gingka et Masamune combattent chacun de leur côté et se piègent eux-mêmes en lançant leurs attaques. Madoka et les autres leur disent de travailler en équipe ce qui semble impossible, les deux bladeurs font un effort pour faire équipe. Finalement, ils gagnent lorsque Aquario fait une sortie de stadium par erreur. Mei Mei et Chi-Yun leur disent alors que Mei Mei n'est que la remplaçante de l'équipe chinoise au tournoi mondial de Beyblade, Gingka et Masamune ont honte d'avoir mal joué face à une remplaçante.                                                                             |                                              |                                             |                                                    |                       |
| 4 (55) | Un ticket pour le monde                      | 世界への切符                                | Sekai he no kippu                                  | 25 avril 2010         |
| Les tournois de qualification commencent pour sélectionner les joueurs du championnat du monde de Beyblade. Gingka apprend par l'intermédiaire de Kenta qu'il fait déjà partie de l'équipe car il a gagné l'Ultime Bataille. Après cela, Kenta et Benkei sont éliminés, Yu, Masamune, Tsubasa et Kyoya sont qualifiés pour les 2 derniers combats qui choisiront les 2 membres titulaires. Yu et Masamune combattent en premier, Yu perd et Masamune est titulaire. |                                              |                                             |                                                    |                       |
| 5 (56) | Le dernier combat! Leone contre Eagle!       | 決戦!レオーネVSアクイラ                     | Kessen! Reoone VS Akuira                           | 2 mai 2010            |
| Kyoya et Tsubasa s'affrontent, plutôt violemment. Alors que Tsubasa semble en train de perdre, il est envahi par une force obscure. Malgré cela, Kyoya gagne quand même. |                                              |                                             |                                                    |                       |
| 6 (57) | À la face du monde!                          | 翔け、世界へ!                               | Shouke, sekai he!                                  | 9 mai 2010            |
| Après que Kyoya a refusé de faire partie de l'équipe du Japon, Yu et Tsubasa combattent pour une place de titulaire, et le perdant sera remplaçant. Yu utilise son coup spécial pour gagner mais Tsubasa se rappelle un combat contre Yu où il pouvait annuler les ondes, Yu ayant prévu cela change la fréquence des ondes pour piéger Tsubasa. Finalement, Tsubasa gagne et est donc titulaire, Yu est remplaçant. Le nom de l'équipe du Japon est la GanGan Galaxy. Les joueurs partent avec Madoka comme experte technicienne, en Chine pour le 1er tour du groupe A du Championnat du monde de Beyblade. |                                              |                                             |                                                    |                       |
| 7 (58) | Entrainement à la chinoise                   | 天空のベイ林寺                              | Tenkuu no Beirinji                                 | 16 mai 2010           |
| Gingka et ses amis sont en Chine, ils aperçoivent Mei Mei, celle-ci les emmène au temple de Beylin où s'entraîne l'équipe Wang-Hu-Zhong. L'équipe rencontre Da-Shan le chef de l'équipe chinoise. Masamune et Gingka réalisent les exercices d'entraînement, Da-Shan félicite Gingka alors que Masamune, jaloux un peu car il a assez bien réalisé les exercices. Da-Shan propose un duel avec Gingka, Masamune voit quelque chose de louche dans le comportement de Da-Shan, Il comprend et interrompt le combat lorsque Pegasus utilise son coup spécial. Masamune explique par la suite à Gingka que Da-Shan voulait voir la puissance de l'Explosion Galactique. |                                              |                                             |                                                    |                       |
| 8 (59) | Le troisième bladeur                         | 第三の男                                    | Daisan no otoko                                    | 23 mai 2010           |
| La Gan Gan Galaxy ne connaît que 3 membres sur 4 de l'équipe Wang-Hu-Zhong. Masamune aperçoit le quatrième membre et le provoque en duel. Il s'appelle Chao-Xin, est frimeur et ne prend pas au sérieux le Beyblade. Masamune et lui combattent mais Masamune perd, Da-Shan s'interpose et dit à Chao-Xin qu'il a gagné par chance. |                                              |                                             |                                                    |                       |
| 9 (60) | Le championnat du monde commence             | 開幕!世界大会                               | Kaimaku! Sekai Taikai                              | 30 mai 2010           |
| La Gan Gan Galaxy va enfin pouvoir combattre officiellement les Wang-Hu-Zang. Le premier combat oppose le mystérieux et charismatique Chao-Chin avec sa toupie Poison Virgo et Masamune qui s'est entraîné auprès d'un vieil homme. Masamune semble incapable de battre Virgo jusqu'à ce qu'il se rappelle les conseils du vieil homme, Masamune gagne par la ruse. |                                              |                                             |                                                    |                       |
| 10 (61) | La volonté de Lacerta                        | ラチェルタの意地                            | Racheruta no iji                                   | 6 juin 2010           |
| C'est au tour de Chi-Yun et Tsubasa de s'affronter, alors que Lacerta est en train de gagner et que son propriétaire rabaisse Tsubasa en lui demandant de montrer la même puissance que lors du duel contre Kyoya, la même force obscure que dans le combat contre Kyoya revient. Malgré cela, Tsubasa perd par une sortie de stadium et s'évanouit. |                                              |                                             |                                                    |                       |
| 11 (62) | Le secret de 4000 ans                        | 四千年の奥義                                | Yonsennen no ougi                                  | 13 juin 2010          |
| C'est au tour des deux chefs d'équipe de s'affronter et le combat très difficile se termine par la victoire de Gingka. Da-Shan s'en veut mais son équipe lui propose alors de persévérer en créant leur propre style tout en s'inspirant de leur entrainement ancestral. Les Wang-Hu-Zang promettent alors de battre les Gan Gan Galaxy à leur prochaine rencontre. |                                              |                                             |                                                    |                       |
| 12 (63) | La toupie au nom héroïque                    | 勇者の名を持つベイ                          | Yuusha no mei wo motsu Bei                         | 20 juin 2010          |
| En Europe, un cavalier est vu et grimpe dans un hélicoptère. La Gan Gan Galaxy va dans un autre pays pour assister au match qui oppose l'équipe européenne, Excalibur et l'équipe locale, Desert Blaze. Tout le monde s’aperçoit alors qu'un seul des membres d'Excalibur est présent, Julian Konzern, celui-ci dit qu'il jouera seul. Le premier duel est joué par Gazur, Julian bat facilement la toupie de son adversaire. C'est au tour de Kart et de Dan de jouer. Une chose frappe tout le monde : la toupie de Julian tourne dans le sens inverse des aiguilles d'une montre, Excalibur gagne. |                                              |                                             |                                                    |                       |
| 13 (64) | Les plaines glacées de Russie                | 極寒の地ロシア                              | Goukan no chi Roshia                               | 27 juin 2010          |
| Les Gan Gan Galaxy vont en Russie en train, pour affronter l'équipe Lovushka. Ils rencontrent des bladeurs qui font partie du Centre Spatial de Russie, l'un d'eux, nommé Alexeï, charme Madoka qui ne résiste pas à quelqu'un d'aussi intelligent. Mais le réel but d'Alexeï est de récupérer le maximum d'infos sur l'équipe japonaise depuis l'ordinateur de Madoka afin de les rapporter à un homme mystérieux. Cet homme veut éloigner Gingka afin que l'équipe russe gagne, mais finalement, c'est Masamune qui se fait piéger : il prend un autre train, qui le conduit loin du reste de l'équipe Gan Gan Galaxy. |                                              |                                             |                                                    |                       |
| 14 (65) | Le stadium sans issue                        | 壮絶!金網デスマッチ!                        | Souzetsu! Kanaami Desumacchi!                      | 4 juillet 2010        |
| Alexeï qui est en fait membre de l'équipe russe Lovushka a piégé le stadium de façon qu'un filet électrisé fasse rester au sol Pegasus, ce qui empêche Gingka d'utiliser son coup spécial contre le timide mais puissant Nowaguma. Mais Gingka réussi finalement à percer le filet et gagne le combat, pendant ce temps, Masamune prend un avion pour se rendre au stadium. |                                              |                                             |                                                    |                       |
| 15 (66) | Le premier duel de Libra                     | リブラ出陣!                                 | Ribura shutsujin!                                  | 11 juillet 2010       |
| Toujours dans un stadium truqué par les Lovushka, Yu affronte le chef russe Alexeï pendant que Masamune essaye de retrouver son équipe. Ce dernier arrive vers la fin du duel, découvrant le truquage du stadium par l'entraîneur russe mais Yu, ayant déjà comprit le stratagème finit par les vaincre. Les Russes expliquent alors qu'ils voulaient gagner afin de financer un projet spatial, alors qu'il croit que tout espoir est perdu, le DJ Bladeur russe reçoit et lit un courrier qui annonce que des financements vont finalement les aider à réaliser leur projet. |                                              |                                             |                                                    |                       |
| 16 (67) | Le Festival des Guerriers                    | 戦士の祭典                                  | Senshi no saiten                                   | 18 juillet 2010       |
| Gingka et ses amis ont appris qu'il y aurait un tournoi en Grèce avec tous les bladeurs d'Europe et veulent y participer, mais le problème est que pour y entrer il faut habiter en Europe mais ils réussiront finalement à y entrer par effraction et affronteront l'équipe européenne. Les toupies de Walls et Sophie ont une défense puissante, ils utilisent leur coup spécial commun, Striker ouvre un passage dans la vague pour Pegasus, malheureusement la toupie de Konzern, Gravity Destroyer stoppe Pegasus avec facilité, quant à Striker, il est noyé dans l'eau. L'équipe européenne est gagnante. |                                              |                                             |                                                    |                       |
| 17 (68) | Comme de se retrouve, Wang Hu Zhong!         | 再会! 王虎衆 (ワンフージョン)               | Saikai! Wanfuujon                                  | 25 juillet 2010       |
| L'équipe Wang Hu Zang revient voir Gingka et ses amis parce qu'ils ont appris qu'ils ont perdu contre l'équipe européenne (dans un match non officiel) et apprennent en même temps qu'ils se sont fâchés avec Madoka et qu'elle risque de dissoudre l’équipe. Mais grâce à Chao Chin, Madoka se réconcilie avec les autres membres de la Gan Gan Galaxy et leur dit que pour le prochain match ils vont affronter soit la Chandora indienne ou l’équipe africaine Wild Fang. Da Shan leur dit alors que leur chef utilise un Leone et qu'il se bat comme un lion déchaîné, Gingka pense qu'il s'agit de Kyoya. |                                              |                                             |                                                    |                       |
| 18 (69) | La fureur brûlante du Lion                   | 灼熱の獅子                                  | Shakunetsu no shishi                               | 1 août 2010           |
| L’épisode explique comment l’équipe Wild Fang s'est formée : la sélection de Kyoya, la rencontre avec Nile ou encore la traîtrise de Marcus. |                                              |                                             |                                                    |                       |
| 19 (70) | Wild Fang, la terreur                        | 衝撃のワイルドファング                      | Shougeki no Wairudo Fangu                          | 8 août 2010           |
| L’équipe de Gingka se rend en Inde pour assister au combat opposant la Chandora indienne et la Wild Fang africaine. La Wild Fang l’emporte mais leur chef Kyoya semble surtout pressé d’informer Gingka que son seul but est de le battre. |                                              |                                             |                                                    |                       |
| 20 (71) | Horuseus contre Striker                      | 天空の神 (ホルセウス) VS一角獣 (ユニコルノ) | Tenku no kami (Horuseusu) VS Ikakkuju (Yunikoruno) | 15 août 2010          |
| Le championnat du monde de Beyblade est revenu au Japon où tout le monde est impatient de voir Gingka affronter Kyoya. Mais Masamune doit d’abord affronter Nile et lorsque ce dernier lui inflige une défaite cuisante, il découvre que ses rodomontades ne sont pas toujours suffisantes. |                                              |                                             |                                                    |                       |
| 21 (72) | Les éternels rivaux                          | 宿命の好敵手 (ライバル)                     | Shukumei no koutekishu (raibaru)                   | 22 août 2010          |
| Kyoya et Gingka s’affrontent pour la deuxième fois. Les deux bladeurs sont plein d’énergie et donnent le meilleur d’eux-mêmes. Gingka semble en train de perdre, jusqu'à ce que Masamune l'encourage. Ces paroles donnent du courage à Gingka. Pegasus et Leone donnent leur puissance maximum. Une explosion se crée, et Gingka et Kyoya sont à terre. Ils se redressent et font avancer leur toupie. Mais elles n'ont plus de force. Les 2 guerriers s'évanouissent et leur toupies s'arrêtent au même moment. C'est un match nul. |                                              |                                             |                                                    |                       |
| 22 (73) | Le troisième duel: sur le fil                | 崖っぷちの第三試合                          | Gakeppuchi no daisan shiai                         | 29 août 2010          |
| Un duel en équipe va se passer : Yu et Tsubasa contre Benkei alias le Taureau masqué et Damouré. Tsubasa et Yu pensent pouvoir gagner car ils savent tout de Benkei, mais ils ne savent pas que Damouré peut lire les mouvements des toupies. Damouré élabore une stratégie avec Benkei ce qui commence à faire douter Tsubasa, malheureusement Tsubasa est à nouveau envahi par la force obscure, c'est une victoire pour la Gan Gan Galaxy mais tous les bladeurs sont à terre. |                                              |                                             |                                                    |                       |
| 23 (74) | La fin d'une lutte féroce                    | 死闘の果て!                                 | Shitou no hate!                                    | 5 septembre 2010      |
| Le dernier combat pour gagner une place à la finale du groupe A est encore un combat en équipe. Les bladeurs de la Gan Gan Galaxy sont Masamune et Gingka et ceux de l'équipe Wild Fang sont Nile et Kyoya. Finalement, les toupies Horuseus, Leone et Pegasus sont éliminées, la toupie du soi-disant n°1 Masamune, Striker est la seule à être encore en train de tourner, la Gan Gan Galaxy est en finale du groupe A. |                                              |                                             |                                                    |                       |
| 24 (75) | L'invasion des ténèbres                      | 忍びよる闇                                  | Shinobi yoru yami                                  | 12 septembre 2010     |
| La Gan Gan Galaxy est en finale du groupe A, la demi-finale entre Excalibur et Wang Hu Zang décidera des adversaires de Gingka et ses amis. Tsubasa est toujours hospitalisé pour ses blessures, Gingka va lui rendre visite avec ses amis, soudain il perd la raison et est à nouveau hospitalisé. Le père de Gingka leur montre des images de la finale de l'Ultime Bataille opposant Ryuga et Gingka, il compare une image de Tsubasa et de Ryuga lorsqu'ils sont possédés, ils remarquent que c'est le pouvoir des ténèbres qui les contrôle. Peu après La demi-finale commence, en premier elle opposera Mei-Mei et Chao Chin pour l'équipe Wang Hu Zang et Walls et Sophie pour l'équipe européenne, l'équipe Chinoise se défend bien mais perd. |                                              |                                             |                                                    |                       |
| 25 (76) | L'Axe de la Destruction                      | 破壊の斧                                    | Hakai no ono                                       | 19 septembre 2010     |
| Chi-Yun nous raconte sa rencontre avec Da-Shan et son entraînement. Après cela, il affronte Klaus, un puissant blader et quatrième membre de l'équipe européenne. Chi-Yun perd et la Gan Gan Galaxy affrontera Excalibur pour la finale. Au même moment, Tsubasa ayant vu la détermination de Chi-Yun a une attaque et s'enfuit de l'hôpital. Dans une grotte de lave, Hyoma retrouve enfin Ryuga. |                                              |                                             |                                                    |                       |
| 26 (77) | La retour de l’Empereur Dragon               | 竜皇 (エルドラゴ)、再び                     | Ryuuoh (Eru Dorago), futatabi                      | 26 septembre 2010     |
| Gingka et ses amis sont à la recherche de Tsubasa. Pendant ce temps, Tsubasa espionne Julian Konzern et le défie en duel mais il est à nouveau possédé par la force obscure, Walls et Sophie s'interposent quand Ryuga fait son apparition. Il explique à Tsubasa que la force obscure a été créée par les humains, il n'y a aucune raison pour que les humains ne puissent pas la combattre, il conseille à Tsubasa de fusionner avec la force obscure comme il l'a fait. |                                              |                                             |                                                    |                       |
| 27 (78) | Au-delà des limites                          | 限界を越えろ!                               | Genkai o koero!                                    | 3 octobre 2010        |
| La finale du groupe A approche. Gingka et ses amis sont prêts mais le seul problème est que Tsubasa n'est toujours pas là, ce dernier les rejoint faiblement, derrière lui se trouve Ryuga et il défie Gingka en duel. Masamune, Yu et Madoka vont à l'arène, Masamune commence et va combattre Klaus. Masamune réussit à battre le coup spécial de Grand Capricorne mais il s'avère que Capricorne tourne toujours et que Klaus augmente sa force, Striker n'a aucune chance face à cette attaque et perd. Pendant ce temps, Gingka et Ryuga s'affrontent toujours. |                                              |                                             |                                                    |                       |
| 28 (79) | L'Aigle Obscur                               | 暗黒鷲 (ダークアクイラ)                     | Daaku Akuira                                       | 10 octobre 2010       |
| Le prochain duel opposera Tsubasa et Yu à Walls et Sophie. Tsubasa est à nouveau possédé par la force obscure, il réussit finalement à la vaincre et gagne, il rapporte une victoire pour la Gan Gan Galaxy. Ryuga et Gingka s'affrontent toujours, Ryuga dit avoir remboursé sa dette et s'en va. |                                              |                                             |                                                    |                       |
| 29 (80) | Gravity Destroyer                            | グラビティペルセウス                        | Gurabitei Peruseusu                                | 17 octobre 2010       |
| Le dernier duel opposera Gingka et Julian Konzern, Julian utilise la rotation inversée mais Gingka réussit à anticiper les mouvements de Destroyer. Konzern ouvre les yeux de la méduse, Pegasus est retenu au sol et commence à s'enfoncer, Il s'avère en fait que Destroyer impose une forte gravité à la toupie de Gingka. Gingka réussit à s'en sortir et lance une contre-attaque, il lance son coup spécial mais échoue, c'est au tour de Julian de contre-attaquer. Gingka comprend ce que Ryuga a dit et crée un nouveau coup spécial bien plus puissant que l'Explosion Galactique, Gingka gagne et la Gan Gan Galaxy est vainqueur. |                                              |                                             |                                                    |                       |
| 30 (81) | Bataille de rue                              | 白昼のストリートバトル                      | Hakuchu no Sutoriito Batoru                        | 24 octobre 2010       |
| Arrivés au Brésil, nos protagonistes vont essayer de récolter le maximum d'information sur l'équipe nationale. Ils rencontrent alors Kenta lors d'une visite du stadium qui leur assure qu'il était là pour les encourager, en réalité, dans l’appartement de l'équipe japonaise, celui-ci leur révèle des informations troublantes sur l'équipe Garcias. Au même moment Yu, dépité de ne pouvoir combattre part seul à la recherche des Garcias. Il finit par rencontrer un des frères Garcia, Enzo, qui lui tend un piège. Attaqué de tous côtés, Yu verra la dangerosité des bidonvilles du Brésil. |                                              |                                             |                                                    |                       |
| 31 (82) | Piège Brésilien                              | ブラジリアントラップ                        | Burajirian torappu                                 | 31 octobre 2010       |
| Les deux équipes choisissent de faire un match où la dernière équipe qui gagnera sera celle dont le dernier joueur restera. Les Garcias manipulent l'envie de combattre de Yu réclamant vengeance pour les piéger, alors que les Gan Gan Galaxy sont dans leurs retranchements à cause de la destruction de Libra et de la victoire d'Enzo. Masamune se charge immédiatement de le faire valser. C'est ainsi que Sélène entre dans la piste, elle ne fait que déconcentrer Masamune à la méthode « Tetsuya », ce qui indigne Masamune et fait honte à Gingka, Tsubasa, Yu et Madoka le trouvant stupide du fait de se faire avoir avec autant d'aisance. Masamune perd honteux et finalement c'est Gingka qui prend la relève. Qui de la belle Sélène ou du courageux Gingka gagnera la bataille ? |                                              |                                             |                                                    |                       |
| 32 (83) | Le combat de cyclone explosive               | 爆闘! トルネードバトル                      | Bakutou! Toruneedo Batoru                          | 7 novembre 2010       |
| Gingka pourchasse Sélène mais elle fuit, alors que la partie devient longue et ressemble à un jeu du chat et de la souris, Sélène déclare qu'elle n'a jamais été battue. A la grande surprise de Gingka, elle fait sortir sa toupie du stadium, Gingka comprend alors que le but et rôle de la jeune Garcia est de neutraliser sa vitesse et sa puissance, étape nécessaire dans leur but d'atteindre la victoire. S'engage ensuite le combat de Yann et Gingka, Gingka le vainc non sans mal. Mais cette victoire est au prix de la défaite de Gingka ! |                                              |                                             |                                                    |                       |
| 33 (84) | Charge, Ray Gill!                            | 激走! レイギル                              | Gekisou! Rei Giru                                  | 14 novembre 2010      |
| Reste Tsubasa pour défendre l'honneur de l'équipe Gan Gan Galaxy, Argo ayant immédiatement catapulté Pegasus après la victoire de Gingka pendant que celui-ci était encore étonné de sa victoire. Tsubasa se met en place et Eagle fait son entrée, Ray Gill est ultra puissante du point de vue de l'attaque mais aussi du point de vue de la défense contre les attaques aériennes. |                                              |                                             |                                                    |                       |
| 34 (85) | Mon ami Zeo                                  | 友の名はゼオ                                | Tomo no mei ha Zeo                                 | 21 novembre 2010      |
| Arrivé aux États-Unis, Masamune semble rêveur et pensif mais arrête de s'autoproclamer "meilleur bladeur du monde", ce qui inquiète ses amis, ils sont finalement emportés dans la folie américaine. Masamune s'éclipse laissant ses 4 compagnons derrière lui. Revenant déçu, Gingka lui fait signaler qu'il a dû supporter les shoppings de Madoka et que s'il ne les avait abandonné, il n'aurait pas dû supporter ce fardeau mais Masamune ne l'écoute pas et se rend dans un endroit, c'est une salle d'entrainement. Il semble connaître l'homme qui tient cet endroit et que tout le monde nomme "coach". Il lui demande alors s'il ne saurait pas dans quel hôpital se trouverait un certain Toby, inconnu de ses autres coéquipiers. C'est alors que Zéo Abyss, membre de l'équipe américaine Star Breaker et ancien ami de Masamune fait son apparition et lui donne une adresse. S'ensuit d'un match amical entre les 2 anciens amis mais ils arrêtent leur duel juste avant leur coup spécial prétextant que Toby devrait pouvoir assister à cela. |                                              |                                             |                                                    |                       |
| 35 (86) | Numéro Un, c'est notre devise!               | 合言葉はNO.1                                | Aikotoba ha NO.1                                   | 28 novembre 2010      |
| Masamune rend visite à son vieil ami Toby qui est à l'hôpital. Ils se rappellent leur enfance : L'arrivée de Masamune, son inscription au donjon et leur devise avec Zéo "On sera les numéros 1". |                                              |                                             |                                                    |                       |
| 36 (87) | Le Mystère S'épaissit                        | 動き始めた陰謀                              | Ugoki hajime ta inbou                              | 5 décembre 2010       |
| Alors que Ryuga est retenu à l'académie HD, Zéo est appelé pour venir le combattre mais perd. Ryuga, déjà furieux d'apprendre qu'il a été manipulé par Ziggurat qui est en fait celui qui a envoyé Doji fait exploser une partie de l'immeuble. |                                              |                                             |                                                    |                       |
| 37 (88) | La boussole de Fate: Byxis                   | 運命の羅針盤 (ビクシス)                     | Unmei no Bikushisu                                 | 12 décembre 2010      |
| Le Dr Ziggurat décide d'envoyer Zéo afin de ramener Ryuga pour analyser L-Drago mais il se retrouve contre Masamune sur qui il déchaîne sa haine et sa rancune. Gingka et Ryuga échangent quelques mots comme quoi les Star Breakers sont particulièrement dangereux et dont il faudra se méfier. Ensuite, Ryuga disparaît et Gingka se joint à Masamune déclarant que si son ami était en danger il viendrait immédiatement à sa rescousse. Avec mépris, Zéo se moque de son ancien ami et réprime le fait qu'il ait souffert pour que Toby aille mieux car les soins ne suffisait plus pour le sauver. Ne comprenant pas son comportement, Masamune est désemparé, alors que le coup spécial de Zéo les inquiètent, une fumée noire en forme de chien à 3 têtes provient du stade où étaient Madoka, Yu, et Tsubasa. Ils les retrouvent inconscients et leurs toupies sont de nouveau réduites à l'état de miettes, Gingka crie qu'il va se venger. |                                              |                                             |                                                    |                       |
| 38 (89) | Le Paon maléfique: Befall                    | 凶気の孔雀 (ビフォール)                     | Kyouki no Bifooru                                  | 19 décembre 2010      |
| Curieux de voir comment vont se débrouiller les membres de l'équipe Excalibur face aux Star Breakers, les Gan Gan Galaxy se rendent à l'arène. Le premier combat oppose Befall et Capricorne. Klaus, malgré sa lutte acharnée pour la victoire, perd la bataille d'une façon dramatique sous les yeux ébahis de son équipe et des spectateurs. |                                              |                                             |                                                    |                       |
| 39 (90) | Hades Kerbecs, le gardien des enfers         | 地獄の番犬 (ケルベクス)                     | Jigoku no Kerubekusu                               | 26 décembre 2010      |
| C'est au tour de Julian d'affronter Damian. Damian propose à Julian un combat à trois manches. Hades Kerbecs ne craint pas les attaques de Gravity Destroyer, Damian bat Julian au cours de la première manche. Julian lance sa toupie à rotation gauche, l'axe de rotation d'Hades Kerbecs a fusionné avec sa roue de fusion, ce qui rend la toupie plus défensive. Julian sent la tristesse dans son cœur, Sophie et Wells interviennent dans le combat. Damian ouvre les Portes d'Hadès pour battre ses adversaires, l'équipe Excalibur est éliminée du championnat du monde. |                                              |                                             |                                                    |                       |
| 40 (91) | Le duel effroyable des bladeurs DJ           | 白熱のDJバトル!?                            | Hakunetsu no DJ Batoru!?                           | 2 janvier 2011        |
| La finale du championnat du monde de Beyblade approche, seul problème, la Gan Gan Galaxy a perdu 2 bladers, Yu et Tsubasa, c'est pour cela que les Wang Hu Zang viennent leur rendre visite. Kenta, Da Shan, Chi-Yun, Mei-Mei et Chao Chin font un duel afin de déterminer qui sera le remplaçant dans l'équipe Gan Gan Galaxy, la bataille est interrompue par Ryo qui utilise son Burn Fireblaze pour éjecter toutes les toupies. Mais Hikaru leur explique que ce remplaçant ne doit pas avoir participé aux éliminatoires et aux championnats. Pendant ce temps, le Blader DJ et le Blader DJ américain font un duel pour savoir qui va commenter les duels de la finale mais ils finissent par se rendre compte qu'ils doivent être amis et commenter le duel tous les 2. |                                              |                                             |                                                    |                       |
| 41 (92) | Le Compte à Rebours Final                    | ファイナル・カウントダウン                  | Fainaru Kauntdaun                                  | 9 janvier 2011        |
| L'équipe américaine Star Breakers et l'équipe japonaise Gan Gan Galaxy sont sur le point de commencer la finale. Gingka, Masamune et Madoka regardent leurs deux amis inconscients et ne pouvant participer à la finale du tournoi, Gingka et Masamune devront combattre contre les Star Breakers seuls ! Une fois arrivés, le 1er combat peut commencer. Et c'est Zéo Abyss qui se présente le 1er sur le stadium, Masamune se décide à y aller, le combat commence. Zéo dit qu'il gagnera pour la vie de Toby, il dit aussi que Masamune est un traître : il est parti alors qu'ils étaient amis. Masamune nie tout et dit que s'il gagne c'est pour Toby. Masamune a l'avantage et lance son coup spécial, Zéo, énervé, utilise sa rage et sa colère pour augmenter sa puissance, c'est une défaite pour Masamune. Nous pouvons voir une brève apparition de Ryuga et son Meteo L-Drago à la fin. |                                              |                                             |                                                    |                       |
| 42 (93) | L'entrée de l'empereur dragon                | 竜皇、降臨                                  | Ryuuou, kourin                                     | 16 janvier 2011       |
| C'est maintenant au tour de Gingka d'affronter Jack. Étant donné que Masamune a perdu et a un bras cassé, Gingka devra combattre deux fois de suite et gagner. La finale s'annonce mal pour Gingka vu la puissance de Jack et de Damian. Gingka se prépare lorsqu'une météorite arrive, il s'agit de Ryuga qui compte se venger de Jack, il le défie en duel. L-Drago encaisse beaucoup de coups d'Evil Beafall et sa vitesse de rotation diminue. Il utilise alors la puissance qu'il a volé à Jack et retourne la situation, il lance son coup spécial et gagne, il rapporte une victoire pour la Gan Gan Galaxy. |                                              |                                             |                                                    |                       |
| 43 (94) | Le dernier duel des esprits                  | 魂のラストバトル                            | Tamashii no Rasuto Batoru                          | 23 janvier 2011       |
| Le combat décisif de la finale du championnat du monde oppose Gingka à Damian. Gingka lance la première attaque, c'est pourtant sa toupie Galaxy Pegasus qui est envoyée dans les airs. Gingka projette Pegasus mais les attaques de Pegasus semblent n'avoir aucun effet sur Kerbecs. |                                              |                                             |                                                    |                       |
| 44 (95) | Le clash final! Gingka contre Damian         | 決着! 銀河VSダミアン                        | Ketchaku! Ginga VS Damian                          | 30 janvier 2011       |
| Lorsque Gingka combat contre Damian, il lui raconte qu'il n'est qu'un rat de laboratoire et Damian lui répond qu'il y a des personnes choisies et d'autres non. Gingka va perdre quand soudain il dit à Damian qu'il n'est qu'une simple marionnette, Gingka reprend le dessus et l'équipe Gan Gan Galaxy gagne la finale du championnat du monde de Beyblade. |                                              |                                             |                                                    |                       |
| 45 (96) | La miraculeuse énergie spirale               | 驚異のスパイラルフォース                    | Kyoui no Supairaru Fousu                           | 5 février 2011        |
| Gingka et ses amis se retrouvent pour fêter leur victoire quand le Dr Ziggurat s'incruste avec Damian, Zéo, Jack, les Garcias et Julian Konzern et explique qu'il a trouvé une énergie capable de révolutionner le monde, crée à partir d'une toupie. Il montre le bladeur capable de la maîtriser et Zéo reconnaît son ami Toby et demande à Ziggurat ce qu'il lui a fait. Il lui répond qu'il voulait qu'il soigne Toby et que c'est ce qu'il a fait. Il s'envole dans son hélicoptère et un combat débute : Gingka, Masamune, les Wang Hu Zang et Kenta contre Damian, Jack, Julian et les Garcias. Les Wild Fang arrivent alors et aident Gingka et ses amis, ils vont tout faire pour sauver Toby. |                                              |                                             |                                                    |                       |
| 46 (97) | Vous ne perdez rien pour attendre, Ziggurat! | 突入!ハデスシティ                           | Totsunyuu! Hadesu Shiti                            | 12 février 2011       |
| Après l'intervention des Wild Fang, on retrouve Gingka et ses amis au siège de l'AMBB pour demander à Hikaru et au père de Gingka, le président de l'AMBB, s'ils peuvent aller à la cité d'Hadès mais le père de Gingka s'y oppose, Hikaru les soutient et Ryo finit par accepter. Ils y vont et rencontrent les Garcias qui essayent de leur barrer la route. La cité commence alors à s'élever et tous réussissent à monter dedans sauf Gingka qui est bloqué par Argo. Tsubasa et Yu, remis de leurs blessures, arrivent juste à temps et montent sur la cité qui ressemble à une sorte de toupie géante. Ziggurat ordonne à Julian, Jack et Damian de les arrêter. |                                              |                                             |                                                    |                       |
| 47 (98) | L'Empereur Déchu                             | 堕ちた皇帝                                  | Ochita koutei                                      | 19 février 2011       |
| Ça y est, Gingka et ses amis entrent dans la cité d'Hadès, mais ils voient Julian qui les empêche de passer. Sophie et Wales se chargent de lui, Julian les humilie comme il s'est fait humilier pendant son combat contre Damian devant Da Shan. Ce dernier lui demande s'il veut bien l'affronter, Julian accepte et ouvre les Yeux de la Méduse mais Da Shan arrive à les contrer et il utilise son coup spécial Tornade Déferlante. Julian est prêt à abandonner mais Sophie et Wales lui rappellent de ne pas abandonner. Il se reprend et utilise son coup spécial Excalibur Noir et Da Shan utilise son Explosion Destructrice et gagne. Malgré cette défaite, Julian décide de reprendre tout à zéro. |                                              |                                             |                                                    |                       |
| 48 (99) | Le piège de Befall                           | ビフォールの罠                              | Gemiozu no wana                                    | 27 février 2011       |
| Nos amis continuent d'avancer mais ils arrivent devant 2 passages. Gingka, Masamune et Kyoya prennent un chemin et Tsubasa, Yu et Madoka l'autre. Tsubasa, Yu et Madoka arrivent dans la salle de perfectionnement de Jack, il défie Tsubasa en duel mais Yu s'étant allongé dans la machine de perfectionnement se retrouve coincé dedans, Tsubasa accepte à condition que Yu soit libéré s'il gagne et il le combat. Yu étant impatient, utilise sa toupie pour sortir. Tsubasa gagne et Jack étant faible rejoint la machine mais elle est cassée. Les 3 continuent leur chemin. |                                              |                                             |                                                    |                       |
| 49 (100) | Le rugissement de Leone                      | 放たれた野獣                                | Houttareta yajuu                                   | 6 mars 2011           |
| Gingka, Masamune et Kyoya continuent leur chemin mais se retrouvent contre Damian qui a reçu un perfectionnement pour s'améliorer et Kyoya décide de s'en charger. Le combat commence mais lorsque Damian ouvre les portes d'Hadès, Kyoya et Leone entrent de leur propre volonté, Damian à l'avantage mais Kyoya réussit à retourner la situation. Il crée la savane à la place des enfers, il a un temps l'avantage mais Damian ne s'avoue pas vaincu. Ils utilisent leur coups spéciaux et c'est Kyoya qui en ressort vainqueur et la toupie de Damian est cassée. Pendant ce temps, Gingka et Masamune arrivent devant Toby, alias Faust. |                                              |                                             |                                                    |                       |
| 50 (101) | Tempo se déchaîne                            | 暴走!ホロギウム                             | Bousou! Horogiumu                                  | 13 mars 2011          |
| Gingka et Masamune combattent Faust et sa toupie Twisted Tempo. Lorsque Faust lance son coup spécial, Gingka, Masamune, Pegasus et Striker se retrouvent dans l'espace et sont attirés dans un trou noir. Tout semble être perdu mais Ryuga lance L-Drago et réussit à endommager la cité d'Hadès. Cela permet à Gingka, Masamune et leurs toupies de sortir du trou noir, ils lancent leurs coups spéciaux et réussissent à vaincre Faust mais sa personnalité n'est toujours pas vaincue. |                                              |                                             |                                                    |                       |
| 51 (102) | Le coup final de Pegasus                     | ギャラクシーハート                          | Gyarakushii Haato                                  | 20 mars 2011          |
| Après que Gingka et Masamune aient gagnés contre Faust, ils entendent que la cité d'Hadès va fusionner. Gingka et Madoka vont vers le noyau d'énergie et Gingka lance sa toupie. Masamune et Faust recommencent un combat et Masamune comme leur championnat du monde à eux. Pendant ce temps, le reste des amis de Gingka veulent sortir et courent. Zeo repousse le Dr Ziggurat et vient aider Masamune, Ryuga arrive aider Gingka. Faust utilise son coup spécial mais les trois toupies sont stoppées, Faust reprend sa conscience et redevient Toby. Toby, Zeo et Masamune se promettent de redevenir l'équipe Dungeon. |                                              |                                             |                                                    |                       |